# 3067 Akhmatova
3067 Akhmatova è un asteroide della fascia principale. Scoperto nel 1982, presenta un'orbita caratterizzata da un semiasse maggiore pari a 2,2453169 UA e da un'eccentricità di 0,1379854, inclinata di 4,52346° rispetto all'eclittica.